# 닭싸움 (놀이)
닭싸움은 닭이 한쪽 다리를 든 모습을 흉내내어 한쪽 발만 땅에 딛고 뛰면서 상대를 밀치거나 서로 부딪혀 끝까지 쓰러지지 않고 버티는 쪽이 이기는 한국의 민속놀이이다. 대개 앞쪽으로 발을 들어올리고 손으로 발목을 잡은 채 경기를 하고, 뒤쪽으로 다리를 접어 발목을 잡기도 한다. 대한민국에서 전통적으로 널리 즐겨왔던 놀이이며, 명절을 전후한 시기에 각 지방에서 열리는 풍물 장터 등에서 상품을 걸고 대회를 열기도 한다.